# Ленчиця (Белхатовський повіт)
Ленчиця (пол. Łęczyca) — село в Польщі, у гміні Дружбиці Белхатовського повіту Лодзинського воєводства.
Населення — 48 осіб (2011).
У 1975-1998 роках село належало до Пйотрковського воєводства.

## Демографія
Демографічна структура станом на 31 березня 2011 року:
|          | Загалом | Допрацездатний вік | Працездатний вік | Постпрацездатний вік |
| -------- | ------- | ------------------ | ---------------- | -------------------- |
| Чоловіки | 26      | 3                  | 20               | 3                    |
| Жінки    | 22      | 2                  | 14               | 6                    |
| Разом    | 48      | 5                  | 34               | 9                    |